# Porci con le ali
Porci con le ali. Diario sessuo-politico di due adolescenti è un romanzo scritto nel 1976 da Marco Lombardo Radice e Lidia Ravera, sotto gli pseudonimi di Rocco e Antonia (i nomi dei due protagonisti) e pubblicato per la prima volta da Savelli nello stesso anno.
L'opera, che è stata tradotta in molte lingue, fece scandalo all'epoca della pubblicazione per il linguaggio triviale e il contenuto esplicito di situazioni intime nonché per la copertina disegnata da Pablo Echaurren; infine per l'atmosfera di fondo in cui al disagio della condizione giovanile si accompagnano la vitalità e, come suggerisce il titolo, i grandi slanci ideali e sentimentali, l'ancoraggio forte a una realtà fatta di carne, che talvolta diviene gioia, oppure coscienza dei propri limiti. Divenne però un'opera di grande successo editoriale poi analizzata e dibattuta, subito dopo la favorevole recensione sul Corriere della Sera, da parte del giornalista Giuliano Zincone.
Dal romanzo è stato liberamente tratto un film omonimo nel 1977.

## Trama
Il romanzo è narrato in prima persona dai due protagonisti, i liceali Rocco e Antonia, che raccontano il loro anno scolastico presso il liceo romano Terenzio Mamiani, tra impegno politico e momento personale, grandi speranze e grandi frustrazioni, primo tra tutti il loro grande amore destinato a esaurirsi presto.
Rocco è gioviale e alterna vitalità a frustrazioni e sensi di colpa per il suo ruolo maschile, allora ideologicamente additato come prevaricatore e violento. Antonia è cerebrale fino al solipsismo e anela a una maturità precoce; pervasa non meno dell'altro da fantasie sessuali, cerca una "legittimazione" con la propria integrità e ortodossia ideologica. I due pensano molto ma si parlano poco.
Uno slancio di passione di Rocco incrina il loro rapporto. Un party tra studenti in casa di un professore si trasforma in una piccola orgia. Rocco assiste alla "vendetta" di lei tra le braccia del docente — di certo non il primo adulto che incontra — senza neppure potersi indignare in quanto la gelosia è considerata un tabù, un arcaismo borghese.
Rocco ripiega su un suo amico. Antonia, a sua volta sentendosi colpevole, ha un incontro saffico con la sua amica Lisa, assai poco appagante. Rocco si incontra a sua volta con Lisa, ma pensando ancora ad Antonia non riesce a iniziare il rapporto. I due si scrivono promettendosi di rivedersi.

## Contesto culturale
Il romanzo fu accolto all'epoca con entusiasmo divenendo un fenomeno di costume e di emancipazione, polarizzando l'opinione e non senza destare dello scandalo.
Amico di Marco Lombardo Radice, Giaime Pintor né scriverà il dialogo a posteriori insieme ad Annalisa Usai.
Nella prefazione all'edizione del 2001, Lidia Ravera chiarisce il senso della nascita di quel racconto, nelle intenzioni destinato a circolare semplicemente nell'ambiente studentesco romano: la rivendicazione del diritto a non prendersi sul serio da parte di due giovani alle soglie dell'età adulta e a ricercare la libertà e la felicità, nonostante l'ombra incombente della crisi dell'auto-organizzazione e la minaccia del grande vuoto politico che di lì a poco sarebbe seguito.
Un invito ai compagni più giovani, dell'età di Rocco e Antonia, a vivere con serenità e con una consapevolissima leggerezza ogni aspetto della propria vita, ad accettare ogni aspetto della propria sessualità.
Nel 1977 un gruppo bolognese di una certa fama, i Gaznevada, composero come loro secondo brano in assoluto il pezzo Criminale nel quale, in segno di dissenso verso la raffigurazione che veniva data della loro generazione, vi è una strofa che recita così: "Non siam porci con le ali, siamo solo dei maiali, ho una mente criminale, godo solo a far del male!"
Il titolo prende spunto da un'espressione popolare ricorrente in alcuni paesi, prevalentemente anglosassoni, per indicare una situazione o un'ipotesi improbabile, che può verificarsi solamente se i porci potessero volare, qui il desiderio dei ragazzi di affrancarsi dal senso di angoscia e di frustrazione.

## Trasposizione cinematografica
Nel 1977 il regista Paolo Pietrangeli diresse il film omonimo in parte ispirato al romanzo e presto sottoposto a sequestro da parte dell'allora sostituito procuratore Claudio Vitalone, censurato per cosiddetta "oscenità", provvedimento di seguito revocato. Il film non ebbe il successo del racconto e suscitò la disapprovazione dai giovani spettatori i quali non potevano più riconoscersi, in un contesto oramai diverso dall'epoca della stesura, in un dibattito politico studentesco oramai spiazzato dai frequenti scontri di piazza nell'anno turbolento del 1977 e che avrebbero fatto presagire i tristi sviluppi di quello successivo. Gli autori stessi presero le distanze dal film.

## Edizioni
- Marco Lombardo Radice, Lidia Ravera, Porci con le ali. Diario sessuo-politico di due adolescenti, 1ª ed., Savelli editore, luglio 1976,  p. 218.